# Université de Kumamoto
L'université de Kumamoto (熊本大学, Kumamoto daigaku, couramment abrégée en Kumadai, 熊大) est une université nationale japonaise, située à Kumamoto, dans la préfecture de Kumamoto.

## Histoire
L'université a été créée en 1949 par la fusion de cinq écoles. La première d'entre elles, l'école de formation de maitres avait été ouverte en 1874, puis avait suivi en 1885 l'ouverture de l'école de pharmacie de Kumamoto. En 1887, le 5e lycée (第五高等中学校, Dai-go kōtō chūgakkō) ouvre. En 1896 l'école de médecine ouvre, et en 1906, l'école technique ouvre.

## Composantes
L'université est structurée en facultés de 1er cycle (学部, gakubu), qui ont la charge des étudiants de 1er cycle universitaire, et en facultés de cycles supérieurs (研究科, kenkyūka), qui ont la charge des étudiants de 2e et 3e cycle universitaire.

### Facultés de1ercycle

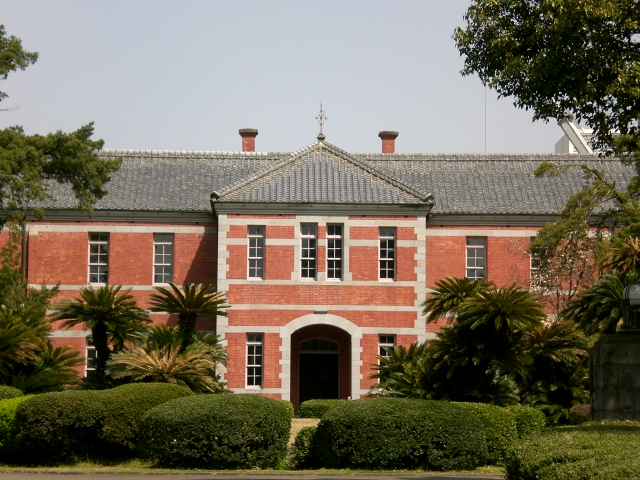
L'ancien bâtiment du 5e lycée, actuelle composante de l'université

L'université compte 7 facultés de 1er cycle (学部, gakubu).
- Faculté de lettres
- Faculté de sciences de l'éducation
- Faculté de droit
- Faculté de sciences
- École de médecine
- École de pharmacologie
- Faculté d'ingénierie

### Facultés de cycles supérieur
L'université compte 8 facultés de cycles supérieurs (研究科, kenkyūka).
- Faculté de sciences de l'éducation
- Faculté de sciences sociales et culturelles
- Faculté de sciences et technologies
- Faculté de pharmacologie
- Faculté de médecine
- Faculté de sciences médicales et pharmacologique
- Faculté de droit
- Faculté des sciences de la santé

## Personnalités liées
Plusieurs personnalités sont passées par l'université, principalement dans le lycée qui a fusionné pour donner naissance à l'université.

### Enseignants
- Lafcadio Hearn enseigne dans le 5e lycée (第五高等中学校, Dai-go kōtō chūgakkō?) en 1892
- Sōseki Natsume enseigne dans ce même établissement à l'origine de l'université en 1897

### Étudiants
- Hayato Ikeda, premier ministre japonais, et étudiant dans ce 5e lycée
- Sato Eisaku, premier ministre japonais, Prix Nobel de la paix, et étudiant du 5e lycée.
- Takehiko Inoue, mangaka de Slam Dunk et Vagabond, et étudiant du 5e lycée.